# Ёсиюки, Дзюнноскэ
Дзюнноскэ Ёсиюки (яп. 吉行 淳之介 Ёсиюки Дзюнносукэ, 13 апреля 1924 года — 26 июля 1994 года) — японский писатель и эссеист. Представитель литературной группы «третьих новых». Как и другие писатели группы, разрабатывал в автобиографическом ключе повседневные темы при этом, однако, выделяясь повышенным эротизмом и чувственностью своих произведений. Удостоен литературных премий Акутагавы, Танидзаки, Номы и других.
На русский язык переведены повесть «До заката» (премия Номы) и несколько рассказов.

## Биография
Родился в городе Окаяма в семье поэта-модерниста Эйсукэ Ёсиюки. Вырос в пригороде Токио, куда семья перебралась, когда Ёсиюки было 3 года. В 1944 году был призван в армию, однако уже в сентябре того же года вернулся из части домой из-за выявления у него бронхиальной астмы. После переосвидетельствования в 1945 году вновь был признан годным к военной службе, однако призван не был. В апреле того же года поступил в Токийский университет. Окончание войны застал Ёсиюки там же в Токио, где во время одной из массированных воздушных атак был сожжён его дом.
В университетские годы учёбе уделял времени мало, подрабатывая литературным редактором в ряде журналов. Впоследствии перестал посещать занятия вообще и был отчислен из университета. К концу 1940-х начал ежегодно публиковаться в журналах, выпускавшихся совместными усилиями с другими молодыми литераторами (в их числе Сюсаку Эндо и Сётаро Ясуока). Тогда же Ёсиюки стал частью круга авторов, впоследствии ставших известными в японской литературе как «третьи новые».
В 1952 году рассказ «Квартал основных цветов» (原色の街) вошёл в шортлист премии Акутагавы, однако премии удостоен не был, как и позднее выдвигавшиеся на неё рассказы «Побег» (ある脱出) и «Долина» (谷間). В том же году, когда была опубликована «Долина», Ёсиюки постепенно прекратил свою редакторскую деятельность по состоянию здоровья: в лёгких писателя была обнаружена вызванная туберкулёзом каверна, в результате чего в 1954 году у него было удалено лёгкое. Новость о присуждении ему премии Акутагавы за рассказ «Ливень» (驟雨) Ёсиюки встретил в больничной палате. Получение награды и отсутствие каких-либо других средств к существованию подтолкнули его к тому, чтобы посвятить жизнь писательскому труду.
Телесные недуги продолжали преследовать Ёсиюки на протяжении всей жизни, не перестававшего, однако, плодотворно работать. Писателю, чьё творчество было многоплановым, принадлежат как тяготеющие к традиции японской эгобеллетристики и эстетизма романы «Растения на песке» (砂の上の植物群), «Тёмная комната» (暗室), «До заката» (夕暮まで), многочисленные повести и рассказы, так и популярные дзуйхицу и произведения лёгких жанров.
Ёсиюки умер в 1994 году от рака печени.

## Издания на русском языке
- Ёсиюки Дзюнноскэ. До заката (пер. Ю. Окамото). — СПб.: Гиперион, 2005. — 160 с.
- Ёсиюки Дзюнноскэ. Ржавое море (пер. Л. Громковской) // Современная японская новелла. — М.: Радуга, 1985. — С. 77—86.